# Cai E
Cai E (en chino tradicional, 蔡鍔; en chino simplificado, 蔡锷; pinyin, Cài È; Wade-Giles, Ts'ai4 E4; 18 de diciembre de 1882 - 8 de noviembre de 1916) fue un jefe militar y revolucionario chino. Nació con el nombre de Cai Genyin (en chino, 蔡艮寅; pinyin, Cài Gěnyín) en Shaoyang, Hunan, y su nombre de cortesía era Songpo (en chino, 松坡; pinyin, Sōngpō). Cai eventualmente se convirtió en un influyentie señor de la guerra en Yunnan, y es conocido por su papel en la lucha contra las ambiciones imperiales de Yuan Shikai durante la Guerra de Protección Nacional.
El nombre de Cai también ha sido romanizado como Tsai Ao.

## Biografía

### Carrera temprana

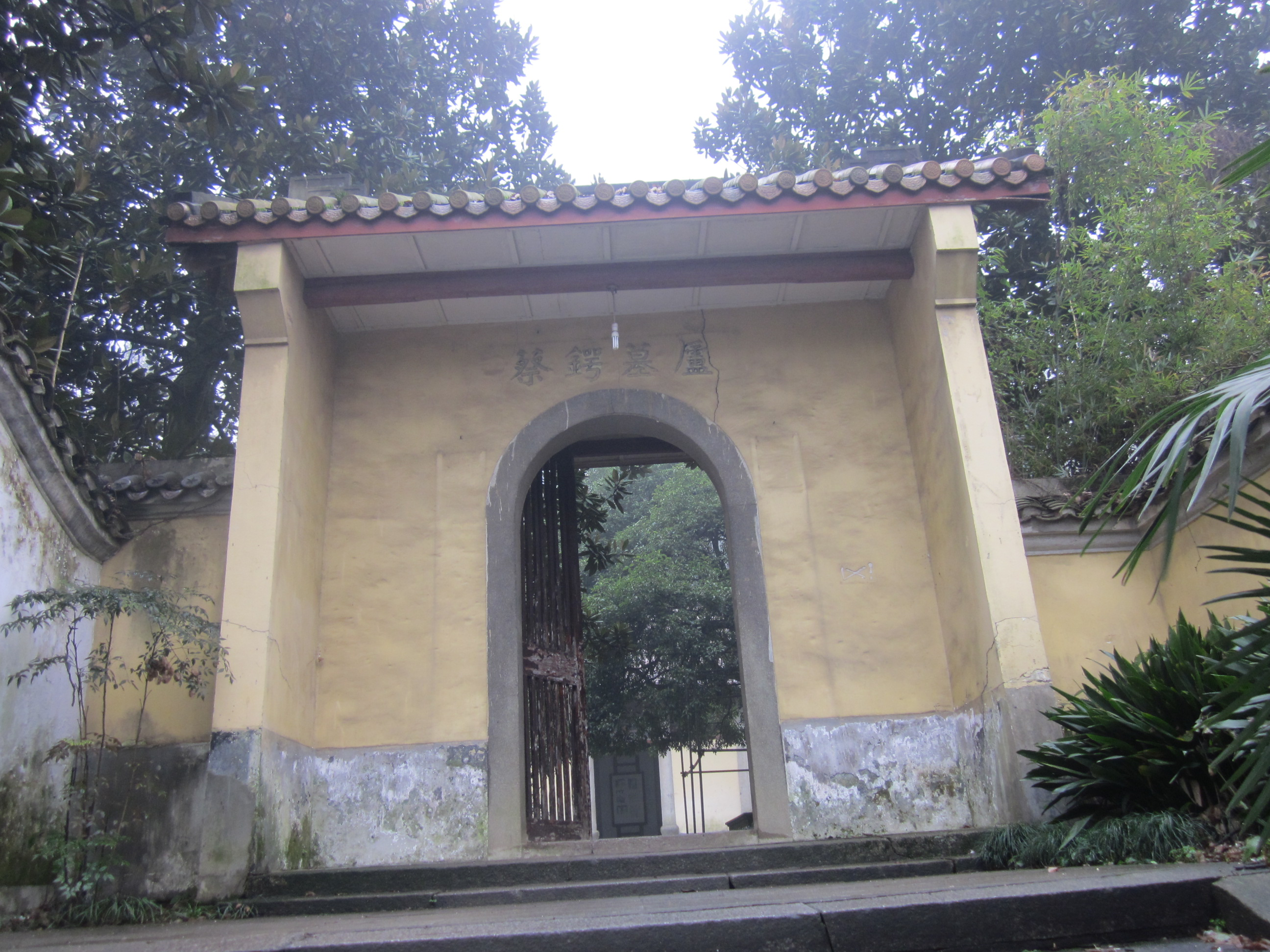
Memorial de Cai E, en la Montaña Yuelu, Changsha, Hunan, China.

Cai estudió en el prestigioso y progresista Shiwu Xuetang, en donde fue alumno de Liang Qichao y Tang Caichang. Posteriormente, fue a Japón para estudiar en 1899. Cai regresó a China en 1900, con sólo 18 años, e intentó participar en un levantamiento contra la dinastía Qing de una milicia revolucionaria acaudillada por Tang Caichang. Cuando la rebelión falló, Cai volvió a Japón. Durante esta segunda estancia en el país vecino, Cai recibió adiestramiento militar en la Tokyo Shimbu Gakko, y posteriormente en la Academia del Ejército Imperial Japonés.
Regresó a la Provincia de Guangxi, sirvió en varios destinos militares entre 1904 y 1910 y fundó una academia militar. En Guangxi, se unió al Tongmenghui, una organización revolucionaria china dedicada a derrocar a la dinastía Qing. En 1910, fue transferido a la Provincia de Yunnan para mandar la 37.ª Brigada del Nuevo Ejército y enseñar en la Academia Militar de Yunnan en Kunming. Uno de sus pupilos en dicha escuela fue Zhu De, que ingresó en ella en 1909 y se graduó en 1912.
Poco después, comenzó la Revolución de Xinhai, el 10 de octubre de 1911, y Cai, al frente de la 37.ª Brigada, se apoderó de Yunnan. Tras la revolución, fungió como general en jefe del Gobierno Militar de la provincia.
Cai E fue su gobernador entre 1911 y 1913. Después de la revolución, Cai se granjeó reputación de decidido defensor de la democracia y del político del Kuomintang Song Jiaoren. Luego del asesinato de Song por órdenes de Yuan Shikai, y del posterior ascenso a la presidencia de la República de China de Yuan, este destituyó a Cai y finalmente lo sometió a arresto domiciliario en Pekín. Tang Jiyao reemplazó a Cai E como gobernador militar de Yunnan en 1913.

### Oposición a Yuan Shikai
En 1915, Yuan Shikai anunció sus planes de disolver la República y proclamarse emperador de una nueva dinastía. Tras conocer sus intenciones, Cai escapó de un intento de asesinato el 11 de noviembre, marchó primero a Japón y luego a Yunnan. Ya en Yunnan, Cai estableció el Ejército de Protección Nacional para combatir a Yuan Shikai y defender la República.
El 12 de diciembre, Yuan formalmente «aceptó» la petición de convertirse en emperador, y las protestas se extendieron por toda China. El 23 de diciembre, Cai envió un telegrama a Pekín amenazando con declarar la independencia de Yunnan si Yuan no cancelaba sus planes en un plazo de dos días. Como Yuan no respondió favorablemente, Cai declaró la independencia el 25 de diciembre e se aprestó a invadir Sichuan. El gobernador de Guizhou se unió al levantamiento de Cai y declaró la independencia el 27 de diciembre. Yuan asumió el título imperial el 1 de enero de 1916, y Cai ocupó Sichuan ese mismo mes.

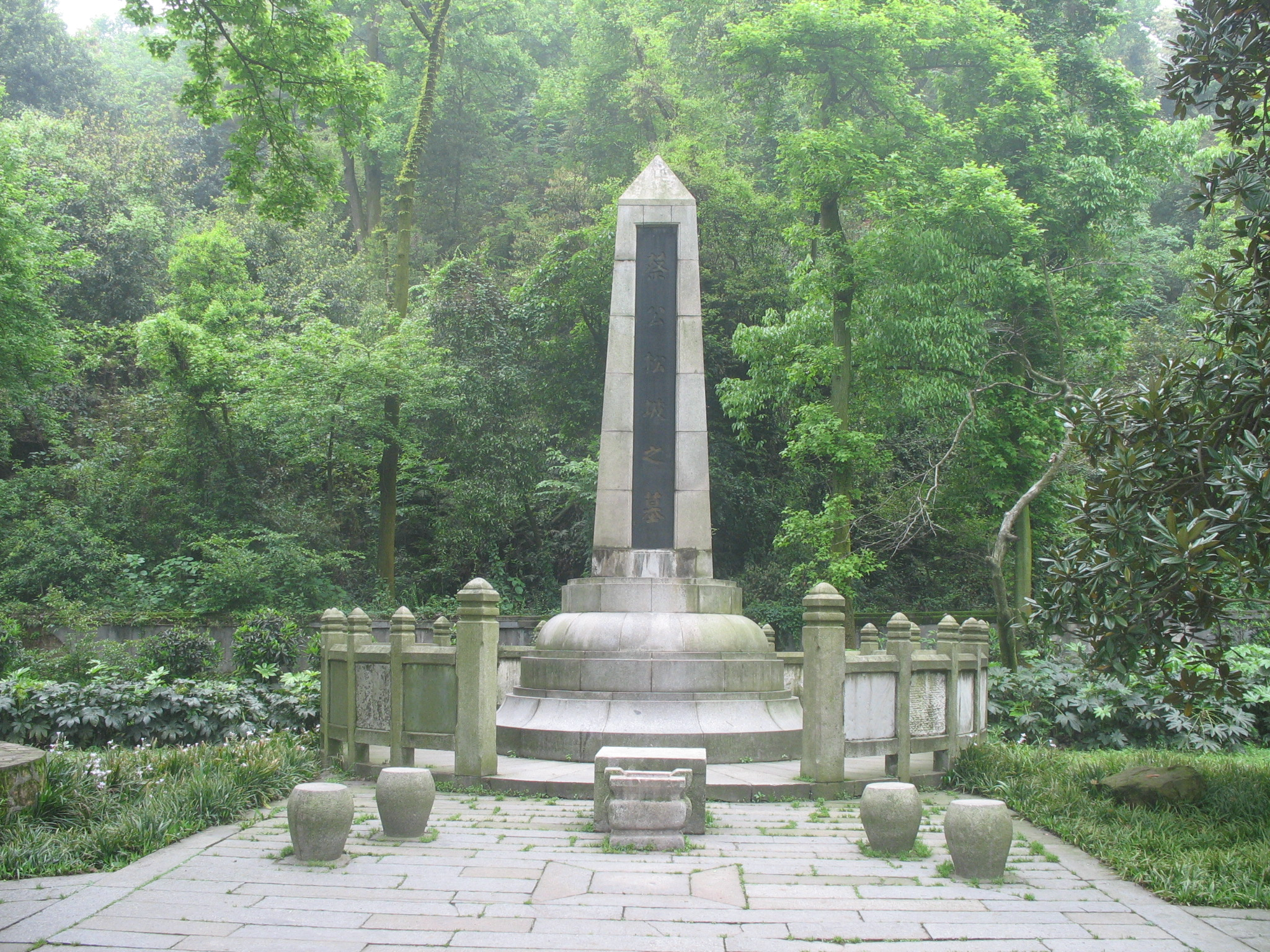
Tumba de Cai E, en la montaña Yuelu, en Changsha, provincia de Hunan, China.

Yuan envió tropas desde el norte al mando de dos de sus subordinados para combatir a Cai; aunque estas sobrepasaban en número a las del rebelde, no pudieron vencerlo, bien por incapaz o por renuencia de los mandos a enfrentarse a Cai. Cuando se hizo evidente que la rebelión de Cai triunfaría, muchas otras provincias se le unieron contra Yuan. Guangxi y Shandong declararon la independencia en marzo; Guangdong y Zhejiang, en abril; y Shaanxi, Sichuan y Hunan, en mayo. Con el apoyo de muchas provincias, los revolucionarios obligaron a Yuan a abolir la monarquía el 20 de marzo de 1916.
Tras el fallecimiento de Yuan el 6 de junio de 1916, Cai tuvo los cargos de gobernador general y gobernador de Sichuan. Marchó a Japón para tratarse de la tuberculosis que lo aquejaba en la Universidad Imperial de Kyushu en Fukuoka a fines de 1916, donde falleció al poco tiempo. Recibió un funeral de estado en China, en la montaña Yuelu, Hunan, el 12 de abril de 1917.

## Legado
Muchos de los señores de la guerra subordinados a Yuan Shikai no apoyaron sus ambiciones de revivir la monarquía, y Cai E fue una de las principales figuras que consiguieron derrotar a Yuan. Cai sirvió de inspiración para Zhu De, quien posteriormente fue uno de los más exitosos jefes militares del Ejército Rojo chino, el predecesor del Ejército Popular de Liberación Chino.

## Cultura popular
- En octubre de 2009, TVB transmitió una serie sobre la historia de Cai E y Yuan Shikai: In the Chamber of Bliss.